# 1. Līga 1999
La 1. Līga 1999 è stata l'8ª edizione della seconda divisione del calcio lettone dalla ritrovata indipendenza. Il LU-Daugava ha vinto il campionato ottenendo la promozione in massima serie.

## Stagione

### Formula
Le otto squadre partecipanti si affrontavano in doppi turni di andata e ritorno per un totale di 28 incontri per squadra. La vincitrice veniva promossa in Virslīga 2000.
Erano assegnati tre punti per la vittoria, uno per il pareggio e zero per la sconfitta.

## Squadre partecipanti
| Club                | Città      | Stagione precedente                                      |
| ------------------- | ---------- | -------------------------------------------------------- |
| Auda Ķekava         | Rīga       | 5° in 1. Līga                                            |
| Ceļinieks Ilūkste   | Ilūkste    | 4° in 1. Līga                                            |
| Jaunība Daugavpils  | Daugavpils | 2° in 1. Līga                                            |
| LBB-Mido Rīga       | Rīga       | 8° in Virslīga, retrocesso                               |
| LU-Daugava          | Rīga       | 6° in Virslīga, rinuncia all'iscrizione in massima serie |
| Saldus              | Saldus     | 8° in 1. Līga                                            |
| Skonto Metāls/Rinar | Rīga       | 3° in 1. Līga                                            |
| Zibens/Zemessardze  | Daugavpils | in 2. Līga                                               |

## Classifica finale
|  | Pos. | Squadra             | Pt | G  | V  | N | P  | GF  | GS | DR  |
|  | ---- | ------------------- | -- | -- | -- | - | -- | --- | -- | --- |
|  | 1.   | LU-Daugava          | 76 | 28 | 24 | 4 | 0  | 104 | 16 | +88 |
|  | 2.   | LBB-Mido            | 54 | 28 | 18 | 3 | 7  | 85  | 54 | +31 |
|  | 3.   | Zibens/Zemessardze  | 51 | 28 | 15 | 6 | 7  | 56  | 52 | +4  |
|  | 4.   | Skonto Metāls/Rinar | 42 | 28 | 12 | 6 | 10 | 49  | 30 | +19 |
|  | 5.   | Auda Ķekava         | 27 | 28 | 7  | 6 | 15 | 31  | 51 | -20 |
|  | 6.   | Jaunība Daugavpils  | 25 | 28 | 7  | 4 | 17 | 25  | 59 | -34 |
|  | 7.   | Ceļinieks Ilūkste   | 23 | 28 | 6  | 5 | 17 | 28  | 59 | -31 |
|  | 8.   | Saldus              | 16 | 28 | 4  | 4 | 20 | 18  | 75 | -57 |

## Verdetti finali
- LU-Daugava promosso in Virslīga 2000.